# Aartsbisdom Baltimore
Het aartsbisdom Baltimore (Latijn: Archidioecesis Baltimorensis; Engels: Archdiocese of Baltimore) is een metropolitaan aartsbisdom van de Rooms-Katholieke Kerk in de Amerikaanse staat Maryland. De zetel van het aartsbisdom is in de stad Baltimore. De aartsbisschop van Baltimore is metropoliet van de kerkprovincie Baltimore, waartoe ook de volgende suffragane bisdommen behoren:
- Bisdom Arlington
- Bisdom Richmond
- Bisdom Wheeling-Charleston
- Bisdom Wilmington

Het aartsbisdom beslaat de volgende counties: Allegany County, Anne Arundel County, Baltimore City, Baltimore County, Carroll County, Frederick County, Garrett County, Harford County, Howard County en Washington County.

## Geschiedenis
Baltimore is het oudste bisdom van de Verenigde Staten. De aartsbisschop van Baltimore heeft sinds 1858 het recht Prerogative of Place (voorrecht van plaats) een ceremonieel recht tegenover de andere bisschoppen van de Verenigde Staten. Het is echter niet gelijk aan de titel primaat.
Het bisdom Baltimore werd opgericht op 26 november 1784 als Apostolische prefectuur van de Verenigde Staten (Latijn: Foederatarum Civitatum Americae Septemtrionalis). Op 6 november 1789 werd het verheven tot bisdom en op 8 april 1808 tot aartsbisdom. Op deze datum werden de bisdommen Boston, Bardstown, New York en Philadelphia afgesplitst en suffragaan aan Baltimore. Op 11 juli 1820 werden de bisdommen Charleston en Richmond opgericht uit gebiedsdelen van het aartsbisdom Baltimore. Deze bisdommen werden op 15 augustus 1858 verder uitgebreid ten koste van het gebied van het aartsbisdom Baltimore. Op 3 maart 1868 werd het bisdom Wilmington afgesplitst. op 22 juli 1939 werd de naam van het aartsbisdom veranderd in Baltimore-Washington. Toen het aartsbisdom Washington op 15 november 1947 een zelfstandig bisdom werd, kreeg Baltimore zijn oude naam weer terug.

### Seksuele mishandelingen
In 2016 bevestigde het aartsbisdom van Baltimore dat er schikkingen waren betaald aan voormalige studenten van Seton Keough High School die seksueel werden misbruikt door pater A. Joseph Maskell, een priester op de school van 1967 tot 1975. In januari 1970 werd een populaire leraar Engels en drama op Keough, zuster Cathy Cesnik, vermoord aangetroffen in de buitenwijken van de stad Baltimore. Haar moord is nooit opgelost en is het onderwerp van een waargebeurde misdaaddocumentaire The Keepers die op 19 mei 2017 op Netflix werd uitgebracht. Maskell, die in 2001 stierf, werd lang gezien als hoofdverdachte in haar moord. Hoewel het aartsbisdom van Baltimore nooit formeel is aangeklaagd, heeft het in 2011 een schikking getroffen met 16 van de mogelijke slachtoffers van Maskell voor een totaal van $ 472.000.

## Bisschoppen

### Apostolisch prefect[6]
- 1784-1789: John Carroll SJ

### Bisschop[6]
- 1789-1808: John Carroll SJ

### Aartsbisschop[6]
- 1808-1815: John Carroll SJ
- 1815-1817: Leonard Neale SJ
- 1817-1828: Ambrose Maréchal PSS
- 1828-1834: James Whitfield
- 1834-1851: Samuel Eccleston PSS
- 1851-1863: Francis Patrick Kenrick
- 1864-1872: Martin John Spalding
- 1872-1877: James Roosevelt Bayley
- 1877-1921: James kardinaal Gibbons
- 1921-1947: Michael Joseph Curley
- 1947-1961: Francis Patrick Keough
- 1961-1974: Lawrence Joseph kardinaal Shehan
- 1974-1989: William Donald Borders
- 1989-2007: William Henry kardinaal Keeler
- 2007-2011: Edwin Frederick O'Brien (vervolgens grootmeester van de Orde van het Heilig Graf)
  - 2011-2012: Edwin Frederick kardinaal O'Brien (apostolisch administrator)
- 2012-heden: William Edward Lori

## Galerij

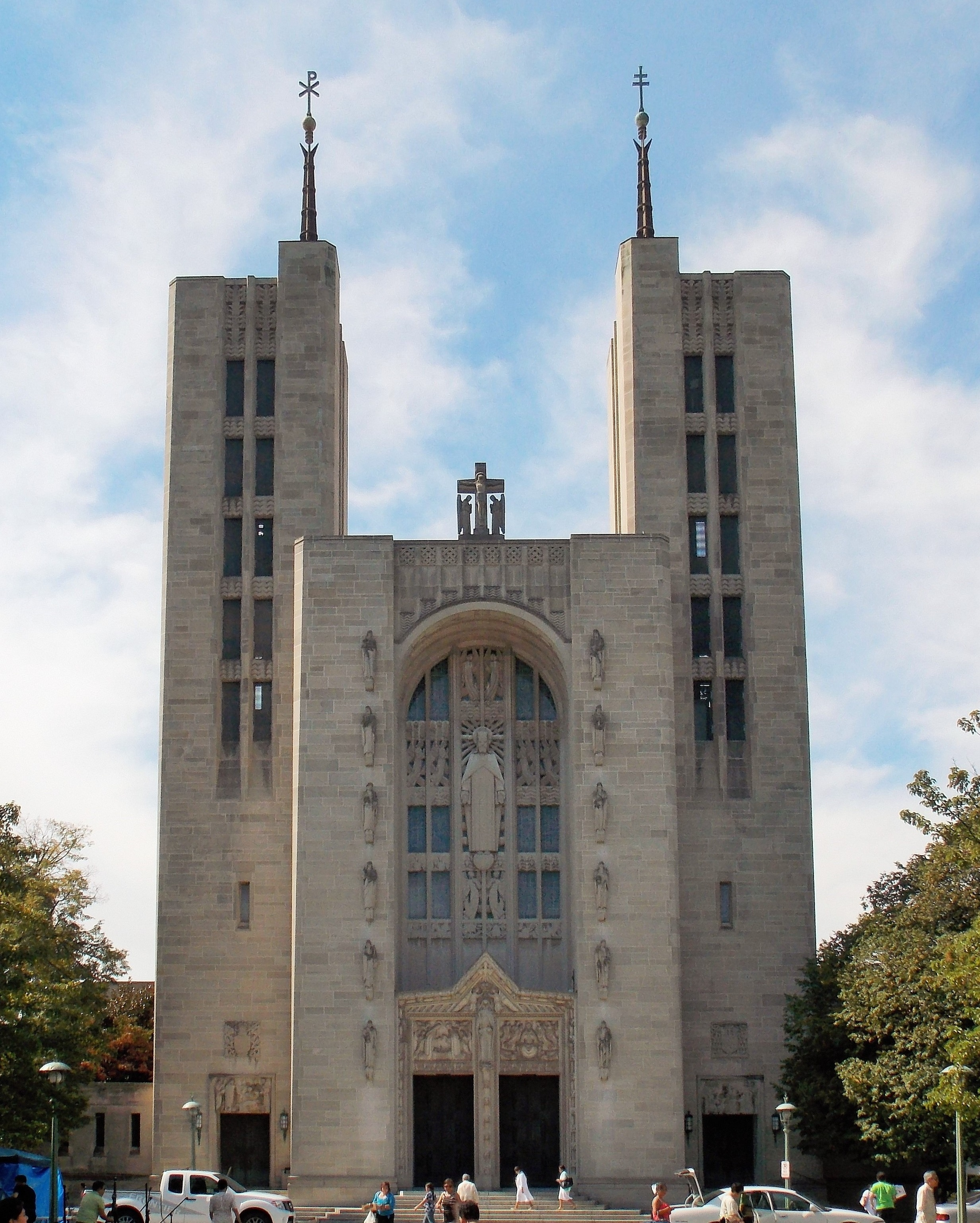
Kathedraal van Baltimore
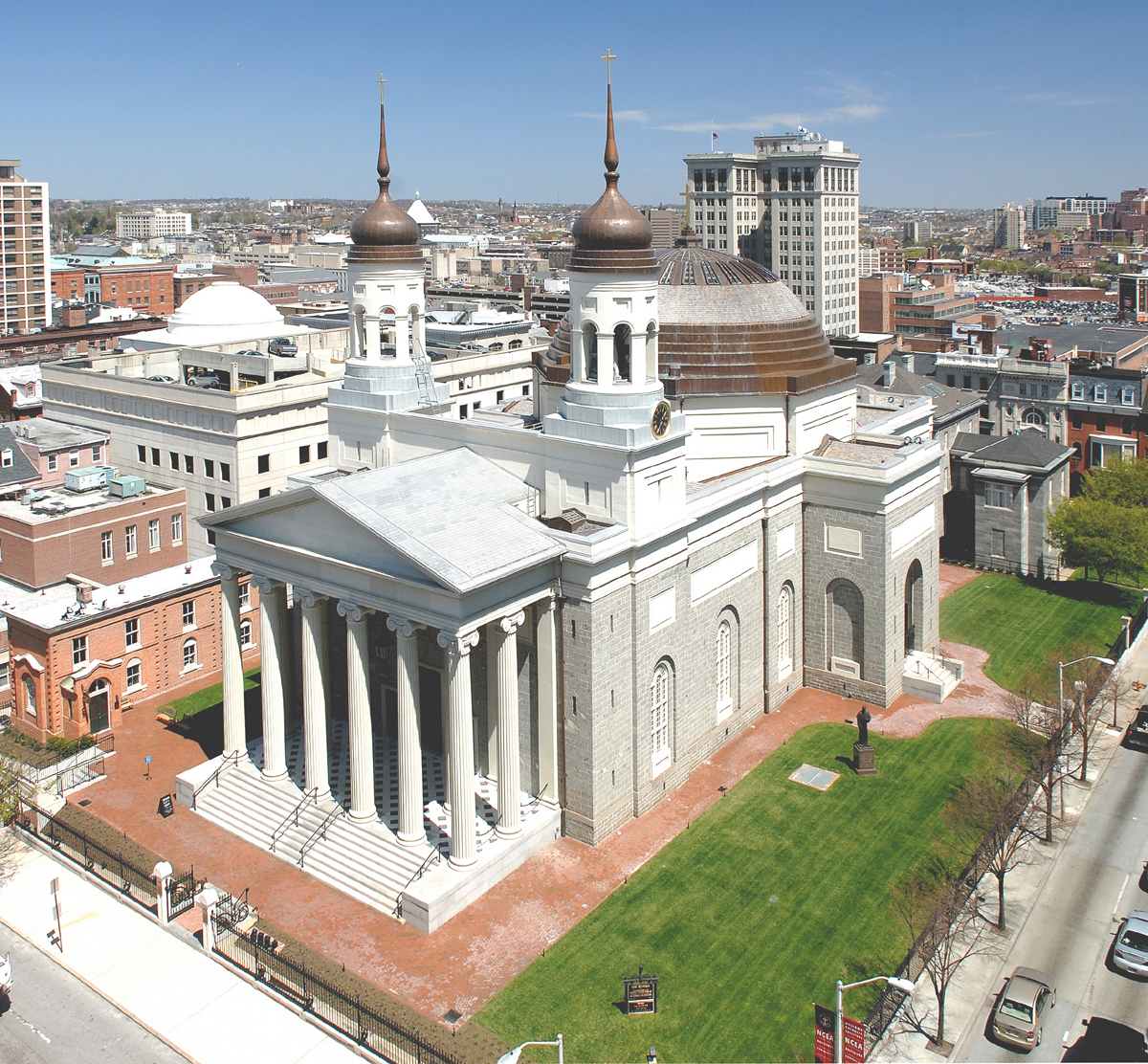
Basiliek van het Nationaal Heiligdom van de Hemelvaart van de Heilige Maagd Maria; co-kathedraal van het aartsbisdom